# El Guettana
El Guettana (în arabă قتنة) este o comună din provincia Mascara, Algeria.
Populația comunei este de 2.512 locuitori (2008).